# محمد میرزا (بازیکن هندبال)
محمد میرزا (انگلیسی: Mohamed Merza؛ زادهٔ ۱۷ آوریل ۱۹۸۷) بازیکن هندبال اهل بحرین است.